# Leila Hadioui
Leila Hadioui, née le 16 janvier 1985 à Casablanca au Maroc, est un mannequin, styliste et une actrice animatrice télé marocaine. Elle est connue pour sa participation dans les défilés de Caftan du Maroc.

## Biographie
Née au Maroc, Leila Hadioui est la fille de Nour Eddine Hadioui, l'ancien muezzin à la Mosquée Hassan II à Casablanca. Sa carrière de mannequin débute lorsqu'elle se fait sélectionner à l'âge de 17 ans par Collège LaSalle à Casablanca pour participer à un grand défilé de mode.
En 2016, elle dévoile What's up with Leila, émission web où elle emmène ses followers dans les magasins et les coins les mieux réputés. Elle collabore avec Jacob Zawaq pour la réalisation.

### Filmographie
- 2009 : 37 Kilometers Celsius
- 2014 : Sara
- 2017 : Lhajjates

### Télévision
- 2011-2018 : Sabahiyat sur 2M
- 2017 : l’khawa sur 2M
- 2018 : hay lbehja sur 2M